# Plagiolophus
Plagiolophus, es un género monotípico de planta herbácea erecta de la familia de las asteráceas. Su única especie, Plagiolophus millspaughii, es originaria de México.

## Taxonomía
Plagiolophus millspaughii fue descrita por Jesse More Greenman y publicado en Publications of the Field Columbian Museum, Botanical Series, 3(1): 126–127, 1904.